# Flora Danica

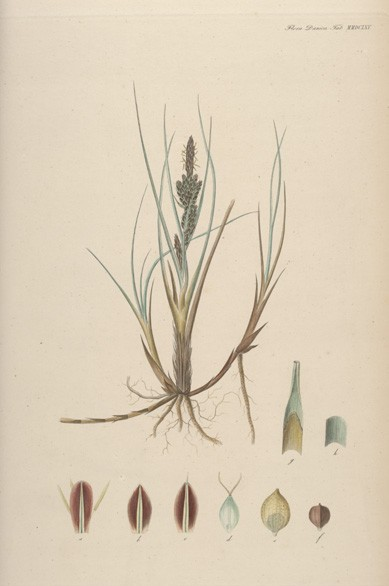
Carex trinervis Degl. Prancha 2665 da Flora Danica, parte 45 (1861).

A Flora Danica é um atlas diversificado de botânica produto da época do Iluminismo, que é composto por quadros folheados de todas as plantas silvestres nativas da Dinamarca até 1874.
Em 1753 foi proposto por G.C. Oeder, então professor de botânica no Jardim Botânico de Copenhaga e terminada 123 anos mais tarde, em 1883. O trabalho completo abarca 51 partes e 3 suplementos, compreende 3240 pranchas gravadas em cobre. O plano original era cobrir todas as plantas, incluindo os briófitas, os líquenes e os fungos nativos da Dinamarca, Schleswig-Holstein, Oldenburg-Delmenhorst e Noruega com suas dependências do Atlântico Norte, Islândia, as Ilhas Feroe e Gronelândia. No entanto, mudanças foram realizadas devido a secessões territoriais durante o período de publicação. Após 1814, quando a monarquia dupla de Dinamarca-Noruega foi abolida, muito poucas plantas norueguesas tinham sido incluídas, e mudanças similares foram feitas após 1864, quando os ducados de Schleswig-Holstein e Holstein se separaram. No entanto, em meados do século XIX, o Nordiske Naturforskermøde (Conferência de Cientístas Escandinavos) em Copenhaga propôs fazer de Flora Danica uma obra escandinava. Assim, publicaram-se três volumes suplementares, compreendendo as plantas norueguesas restantes e as plantas mais importantes que existiam somente na Suécia. 

## Editores no tempo
|                                                    | Anos      | Fascículos           | Pranchas            |
| -------------------------------------------------- | --------- | -------------------- | ------------------- |
| Georg Christian Oeder                              | 1761-1771 | 1-10                 | 1-600               |
| Otto Friedrich Müller                              | 1775-1782 | 11-15                | 601-900             |
| Martin Vahl                                        | 1787-1799 | 16-21                | 901-1260            |
| Jens Wilken Hornemann                              | 1806-1840 | 22-39                | 1261-2340           |
| Salomon Drejer, Joakim Frederik Schouw e Jens Vahl | 1843      | 40                   | 2341-2400           |
| Frederik Michael Liebmann                          | 1845-1853 | 41-43 e suplemento 1 | 2401-2580 & S1-60   |
| Japetus Steenstrup e Johan Lange                   | 1858      | 44                   | 2581-2640           |
| Johan Lange                                        | 1861-1883 | 45-51 & Suppl. 2-3   | 2641-3060 & S61-180 |

## Serviço de mesa

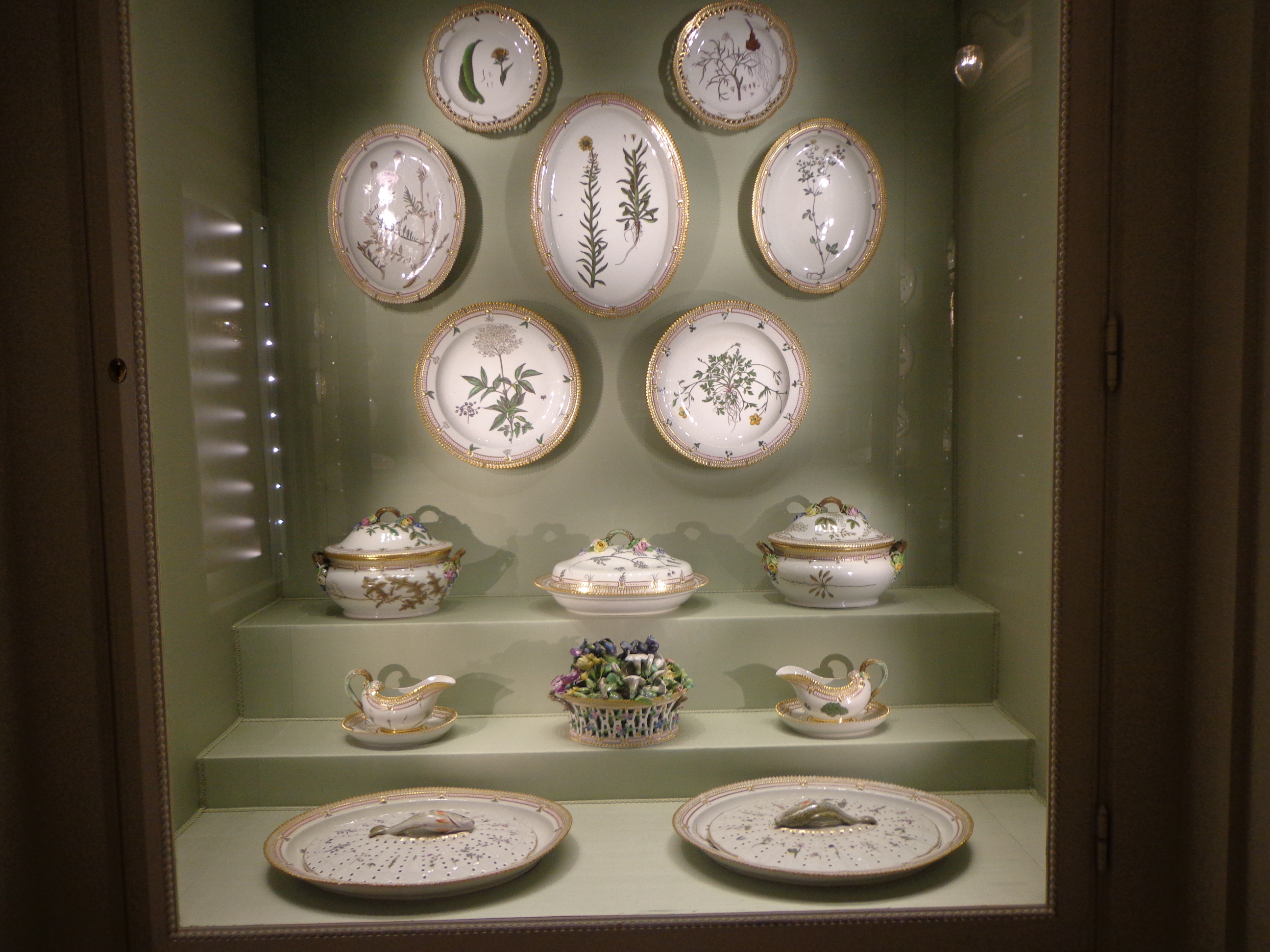
Parte do serviço de mesa Flora Danica original, no Palácio de Christiansborg, em Copenhaga.

Em 1790, o príncipe Frederico da Dinamarca ordenou ser feito um serviço de mesa decorado com cópias exactas das placas da Flora Danica. O serviço de mesa era suposto ser um presente para a imperatriz Catarina. No entanto, a imperatriz nunca o recebeu, visto ter morrido em 1796. Está actualmente em exibição no Palácio de Christiansborg, no Palácio de Amalienborg e no Castelo Rosenborg.
O serviço é ainda usado para eventos de estado no Palácio de Christiansborg, em Copenhaga. Cópias do serviço são vendidas pela Fábrica Real de Copenhaga.